# Simon Broomé (1840–1927)
Simon Petrus Broomé, född 27 juli 1840 i Särslövs socken, Malmöhus län, död 1927 i Nice, var en svensk tidningsman. 
Broomé blev student vid Lunds universitet 1858 och avlade kameralexamen 1861. Han var anställd vid Landstaten i Malmöhus och Kristianstads län 1863–1872, medarbetare i Nya Dagligt Allehanda 1876–1877,  redaktör för och utgivare av Nerike 1878–1879 samt av den av honom grundade Skånska Aftonbladet 1880–1904, medarbetare i Vårt Land 1906–1908 och i Nya Dagligt Allehanda Vårt Land från 1908.